# Yasuhiro Nakasone
Yasuhiro Nakasone (中曽根 康弘, Nakasone Yasuhiro, (Takasaki, 27 de maio de 1918 – Tóquio, 29 de novembro de 2019) foi um político japonês que ocupou o cargo de primeiro-ministro do Japão entre 26 de novembro de 1982 a 6 de novembro de 1987. Seu mandato como chefe de governo foi marcado por privatizações de companhias estatais e por ajudar a impulsionar uma revitalização do nacionalismo japonês.

## Morte
Faleceu em 29 de novembro de 2019 aos 101 anos de idade. Na época de sua morte, era o ex-primeiro-ministro japonês mais velho ainda vivo.